# Turnê Beat Beleza
Turnê Beat Beleza foi a segunda turnê oficial da cantora brasileira Ivete Sangalo, iniciada em 2000 para promover o álbum Beat Beleza.

## Antecedentes
Em 26 de novembro de 2000 Ivete lança seu segundo álbum Beat Beleza, dirigido por Alexandre Lins, o CD foi gravado entre julho e agosto de 2000 nos estúdios "Ilha dos Sapos", em Salvador, Bahia. Seus grandes sucessos foram as canções "A Lua Q Eu Te Dei", incluída na trilha sonora da novela Porto dos Milagres, "Pererê", "Bug, Bug, Bye, Bye" e "Empurra-Empurra". Também se destacam as canções "Me Deixe em Paz" (versão de "Can You Ready My Mind", do cantor estadunidense Brian McKnight), "Postal", "Tanta Saudade" (composição de Djavan e Chico Buarque) e "Balanço Black", com a participação de Gilberto Gil. O álbum vendeu mais de 240 mil cópias, além de ter sido indicado ao Grammy Latino na categoria "Melhor Álbum de Pop Contemporâneo Brasileiro". Em 2000, o álbum recebeu seu primeiro certificado de ouro, significando vendas superiores a 100 mil cópias. Já em 2001, o álbum recebeu outro certificado de ouro, somando mais de 200 mil cópias. O álbum chegou a marca de 240 mil cópias.

## Desenvolvimento
A Turnê Beat Beleza teve como intuito divulgar seu segundo álbum, Beat Beleza, sendo também a segunda dirigida pela cantora. A turnê iniciou-se em Salvador, assim como todas as digressões de Ivete desde a Banda Eva, sendo uma tradição carregada por ela. O repertório consistia em faixas do primeiro e segundo álbuns da cantora, incluindo também as versões de "Sá Marina", de Wilson Simonal, e "Postal", de Cassiano. Em sua apresentação no Festival de Verão de Salvador, 50 mil pessoas compareceram, sendo um dos maiores públicos do evento. Durante a turnê Ivete teve problemas judiciais com o cantor Ricardo Chaves, uma vez que ela havia comprado o bloco de Carnaval Coruja, no qual estava com contrato com o cantor durante o Carnaval de 2001, tendo que ceder três dias dos cinco para ele por conta disso. Em 29 de agosto de 2001, durante um show, Ivete recebeu a notícia que sua mãe havia falecido em consequência de uma parada cardíaca, o que fez com que a cantora cancelasse alguns shows da turnê para poder se recuperar do acontecido. Uma das datas incluiu um show privado realizado para a Força Aérea Brasileira, em dezembro de 2001.

## Repertório
1. "Pererê"
2. "Canibal"
3. "Tô na Rua"
4. "Empurra-Empurra"
5. "Arerê"
6. Medley: "Vira, Vira" / "Quer que Eu Vá"
7. "Beat Beleza"
8. "Me Deixa em Paz"
9. "Tá Tudo Bem"
10. "Sá Marina"
11. "Bug, Bug, Bye, Bye"
12. "De Ladinho"
13. "Balanço Black"
14. "Se Eu Não Te Amasse Tanto Assim"
15. "A Lua Q Eu T Dei"
16. "Postal"
17. "Levada Louca"
18. "Carro Velho"
19. "Pererê" (reprise)

1. "Pererê"
2. "Canibal"
3. "Tô na Rua"
4. "De Ladinho"
5. "Tá Tudo Bem"
6. "Tanta Saudade"
7. "Empurra-Empurra" (com Intro)
8. "Bate Lata" (cover de Banda Beijo)
9. "Carro Velho"
10. "Bug, Bug, Bye, Bye" (com Intro)
11. "Bomba" (cover de Braga Boys)
12. "Nossa Paradinha"/"O Rodo" (covers de Harmonia do Samba)
13. "Se Eu Não Te Amasse Tanto Assim" / "Back at One"
14. "No Woman, No Cry" (cover de Bob Marley)
15. "Arerê"
16. "Levada Louca"
17. "Empurra-Empurra" (bis)